# Thurlow Weed
Thurlow Weed, né le 15 novembre 1797 à Cairo (New York) et mort le 22 novembre 1882 à New York, est un journaliste et homme politique américain.
Principal conseiller politique de William Henry Seward, Thurlow Weed a joué un rôle déterminant dans les nominations présidentielles de William Henry Harrison (1840), de Zachary Taylor (1848) et de John Charles Frémont (1856).

## Biographie
Né à Cairo, New York, Weed a fait son apprentissage d’imprimeur auprès de William Williams et a servi avec lui pendant la guerre de 1812 avant de remporter l’élection à l’Assemblée de l'État de New York. Il rencontra Seward à l’assemblée, et ils formèrent une alliance politique étroite qui dura plusieurs décennies. Weed et Seward devinrent les dirigeants du parti antimaçonnique de New York, et Weed fonda l’Albany Evening Journal comme principal journal du parti. Weed a soutenu le système américain de Henry Clay et a aidé à établir le parti whig dans les années 1830. Il a aidé Seward à se faire élire gouverneur de New York et a soutenu les candidatures présidentielles réussies de Harrison et Taylor.
Weed a dirigé les whigs de New York pendant une grande partie des années 1830 et 1840, mais a abandonné le parti après l’adoption du Kansas-Nebraska Act. Il aide à organiser le Parti républicain et soutient la nomination de Frémont à la Convention nationale républicaine de 1856. Il a dirigé les efforts pour nommer Seward à la Convention nationale républicaine de 1860, mais la convention a nommé Abraham Lincoln. Après la guerre de Sécession, Weed et Seward s’allièrent au président Andrew Johnson et soutinrent l’approche de Johnson en matière de reconstruction. Weed se retira de la vie publique en 1867 et mourut en 1882.

### Source
- (en) Cet article est partiellement ou en totalité issu de l’article de Wikipédia en anglais intitulé « Thurlow Weed » (voir la liste des auteurs).